# Natxo Serra Frontela

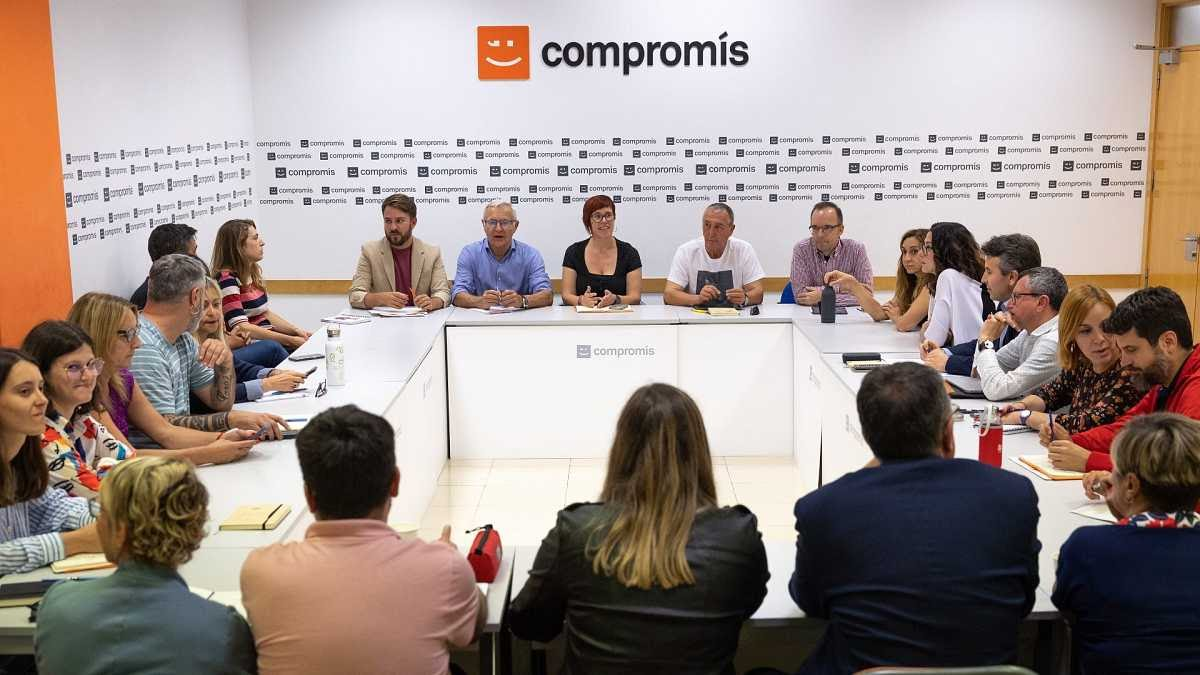
Executiva Nacional Compromís 2023

Natxo Serra Frontela (Quart de Poblet, 3 de marzo de 1966) es un activista, ecologista y político español, que desarrolla su actividad principalmente en la Comunidad Valenciana. Forma parte de Compromís desde 2012 y es, desde agosto de 2020, coportavoz de VerdsEquo-Compromís, desde mayo de 2022, Secretario General de VerdsEquo-Compromís y, desde junio de 2023, coportavoz de Compromís. 

## Biografía

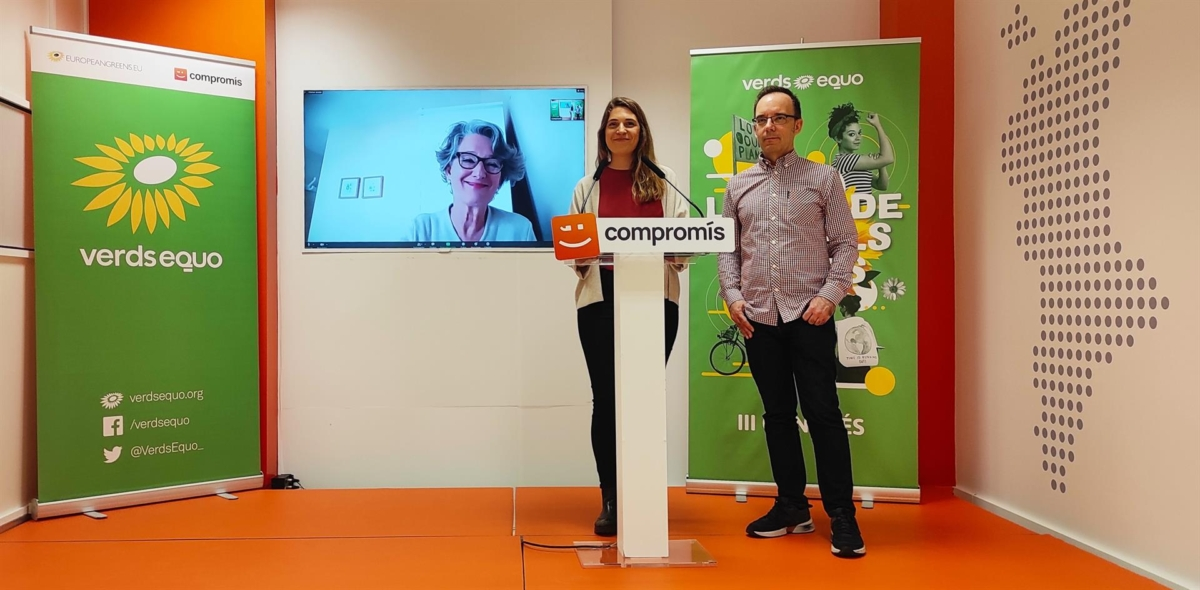
Natxo Serra y Paula Espinosa III Congreso Verds-Equo

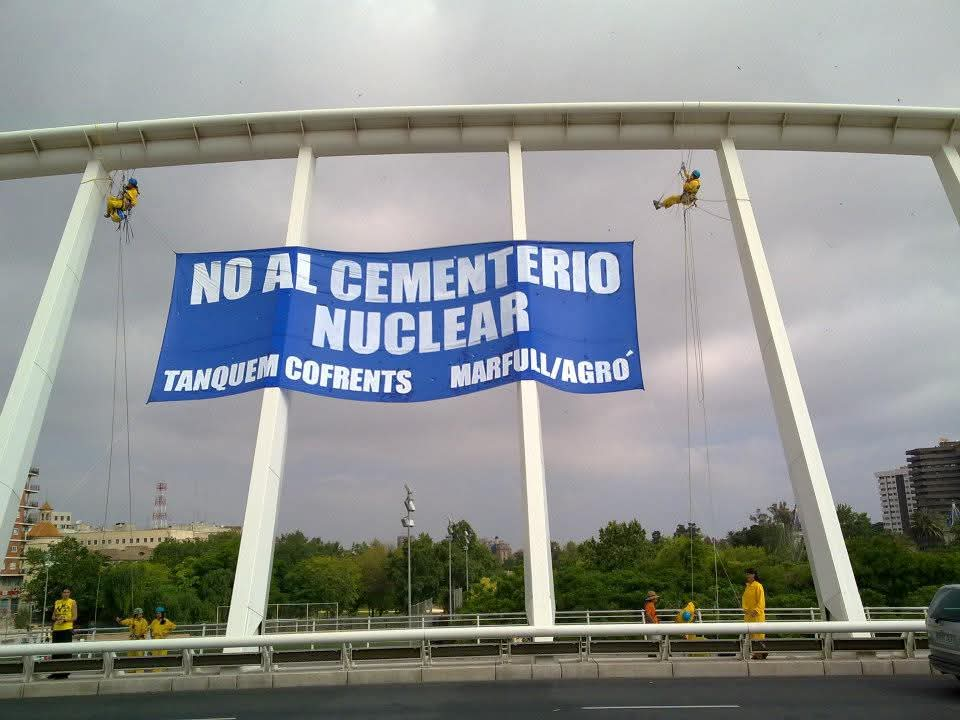
Protesta contra el cementerio nuclear de Zarra

Natxo Serra Frontela es un activista y político valenciano. Es secretario general de VerdsEquo del País Valencia (uno de los tres partidos fundadores y que integran Coalició Compromís), coportavoz nacional de Compromís.
Ha sido coordinador de las áreas de sostenibilidad del grupo parlamentario Compromís (2103-2018) y anteriormente, lo fue en el ayuntamiento de Gandía (2008-2011). Entre 2007 y 2008, represento al ecologismo valenciano en el comité de expertos que frenó la ley del Golf. 

### Ecologismo
Inició su trayectoria en el ecologismo social en 1996 como portavoz del GL WWF/Adena València que desempeñó durante una década. Como activista, promovió los espacios de encuentro y acción conjunta de las diferentes organizaciones y plataformas valencianas.

###### Xarxa de l’Aigua Clara (Mesa pel Xúquer)
Participó en la creación de la Xarxa de l’Aigua Clara en 2003 (predecesora Xúquer Viu organización a la que apoya desde su fundación) y de Compromís pel Territori en 2004 (plataforma que coordinó a más de un centenar de colectivos del País Valencià que denunciaban la insostenible política territorial de los gobiernos valencianos).

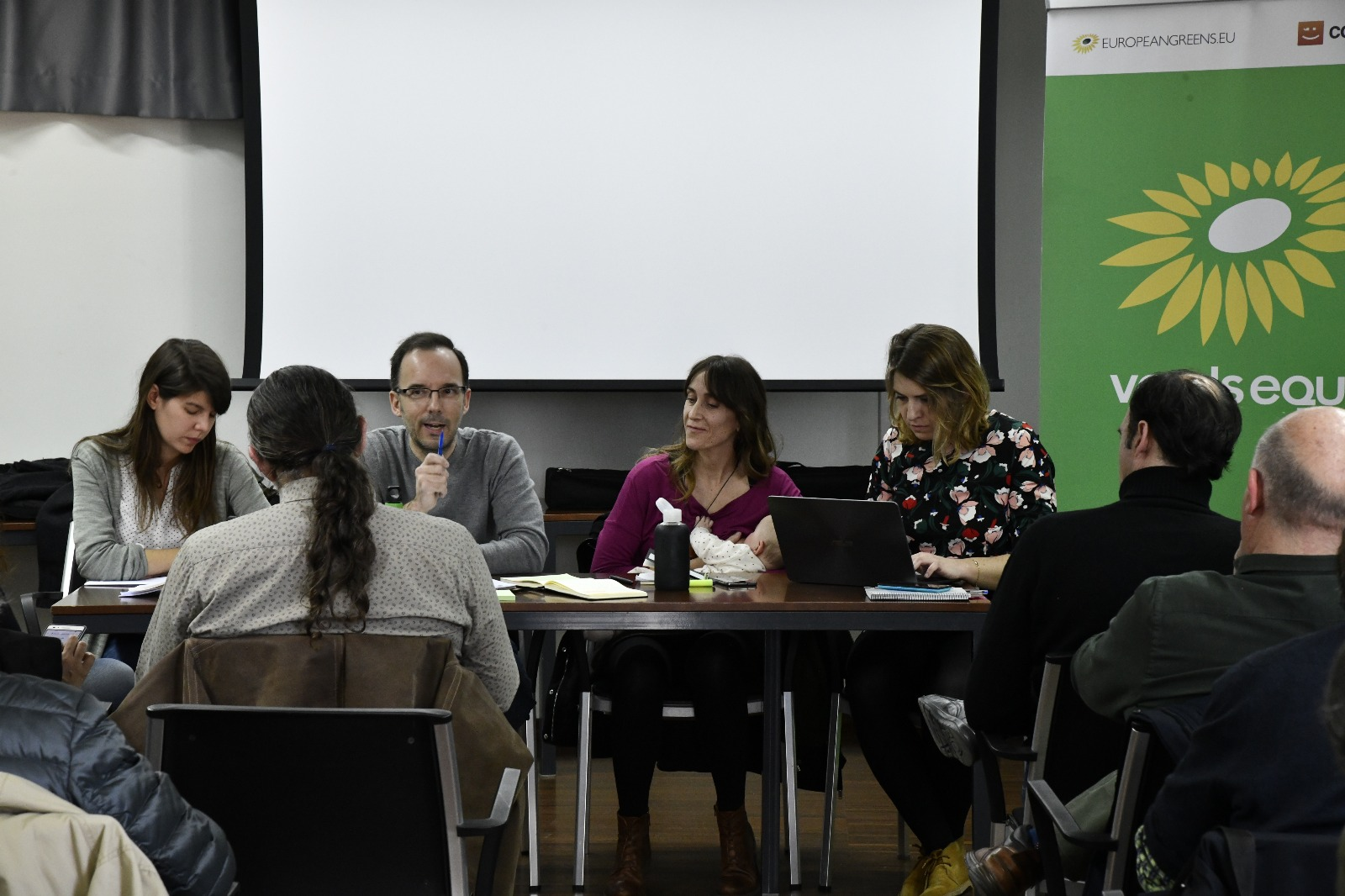
Mesa de País de VerdsEquo-Compromís. Natxo Serra, Paula Espinosa y Cristina Rodríguez Armigen

###### Acció pel Clima
Impulsó la creación de Acció pel Clima en 2007, coordinadora valenciana permanente frente a la Emergencia Climática, de las principales ongs y plataformas ecologistas, partidos de izquierdas, sindicatos y otras organizaciones (como la Federació Escola Valenciana o el Institut del Territori).

###### Tanquem Cofrents
En 2009 participa en la recuperación de la plataforma antinuclear del PV, Tanquem Cofrents, de la que será coordinador. Al frente de la misma, en los años 2010 y 2011 dirigió la campaña contra la construcción del cementerio nuclear previsto en Zarra, consiguiendo impedir la construcción del almacén temporal centralizado (ATC).

###### CAPMA
Formó parte del Consejo Asesor y de Participación de Medio Ambiente de la Comunitat Valenciana (CAPMA) desde 1999 hasta 2004, año en que dimite en protesta por la exclusión de la mitad de las Universidades Públicas valencianas y por la reducción de la representación sindical y ecologista. 

###### Ley del Golf
Fue el representante del movimiento ecologista en el Comité de Expertos, constituido por la presión ejercida por las organizaciones y plataformas ecologistas valencianas. La Consellería de Territorio se vio obligada a aceptar un debate técnico respecto a la ley del Golf, que se inicio en 2007. 18 meses después, se consiguió la paralización de decenas de PAIs que contenían campos de golf y miles de unifamiliares con piscina.

###### Parque natural de la Albufera
Entre 2005 y 2015  fue integrante de la Junta Rectora del Parque natural de la Albufera. Durante el periodo de su pertenencia al órgano rector del parque natural, mantuvo una continua reivindicación de mayores aportes de aguas de calidad al parque, formando parte de la Comisión del Agua de la misma.

### Movimiento 15M
Tuvo una participación muy activa y continúa en el movimiento 15M. En octubre de 2011 defendió adoptar el decrecimiento como modelo económico en el marco del IV encuentro del 15M en Marinaleda, aprobado por consenso.

## Vida política
En 2011, es elegido en primarias para integrar la Mesa de coordinación de EQUO València. Formó parte de ésta hasta la celebración del I Congreso.
En septiembre de 2012 se incorpora al grupo parlamentario Compromís como coordinador del área de medio ambiente. A partir de 2013 coordinó la Sectorial de Medio Ambiente y fue responsable del programa electoral de medio ambiente de Compromís de 2015. Forma parte del equipo de estrategia de la coalición en las campañas electorales desde 2015.

### Botànic II
Miembro del comité que redactó los ejes programáticos y del equipo negociador que alcanzó el pacto de gobierno autonómico, suscrito el 12 de junio de 2019,  Botánic II.   Integró el equipo negociador de Compromís que estableció el acuerdo para concurrir a las elecciones generales de 2023 conjuntamente con SUMAR. En 2024 volvió a integrar el equipo negociador del acuerdo electoral para las elecciones europeas, con las mismas formaciones políticas que en las generales.

### Partido Verde Europeo
Coordinó la organización de las Jornadas del Partido Verde Europeo “Territorios resilientes” en las que participaron 300 cargos públicos de toda la UE junto con la ponencia política de VerdsEquo del PV para su IV Congreso celebrado en València, celebrados simultáneamente en mayo de 2022.

### Refundación de Compromís
Desde febrero de 2024, en el marco del proceso de reconfiguración de la coalición decidido por su Executiva Nacional, lidera el equipo de VerdsEquo del PV que diseña el futuro de Compromís junto a los equipos de Iniciativa, Més Compromís y Joan Ribó como voz de los independientes. 

### Publicaciones
Ha publicado numerosos artículos en la prensa valenciana, y estatal.
Es el autor del prólogo del libro editado por Acció pel Clima, "Territori Valencià i Canvi Climàtic" y ha escrito sobre la relación causa-efecto entre el neoliberalismo y  de la emergencia ecológica en un libro colectivo de la editorial La Magnífica. 

## Vida privada
Es aficionado a la escalada, lo que le puso en contacto muy directo con la naturaleza y lo le llevó acercarse al ecologismo.
Le gusta la lectura, algunos de sus libros favoritos son Primavera silenciosa, de Rachel Carson o todos los libros de André Gorz y  Barry Commoner.

## Enlaces Externos
- VerdsEquo-Compromis
- Natxo Serra  en X (antes Twitter)

- Datos: Q114743766